# Емма Юганссон
Е́мма Ю́ганссон  (швед. Emma Johansson, 23 вересня 1983) — шведська велогонщиця, олімпійська медалістка.

## Виступи на Олімпіадах
| Олімпіада  | Дисципліна                         | Місце |
| ---------- | ---------------------------------- | ----- |
| Пекін 2008 | особиста шосейна гонка             | 2     |
| Пекін 2008 | шосейна гонка з роздільним стартом | 21    |
| Ріо 2016   | особиста шосейна гонка             | 2     |